# Valea Ursului
Valea Ursului là một xã thuộc hạt Neamț, România. Dân số thời điểm năm 2002 là 3963 người.